# Leichtathletik-Weltmeisterschaften 2013/Teilnehmer (Serbien)
| Gelbes Symbol für Goldmedaillen mit stilisierten Olympischen Ringen | Graues Symbol für Silbermedaillen mit stilisierten Olympischen Ringen | Braundes Symbol für Bronzemedaillen mit stilisierten Olympischen Ringen |
| ------------------------------------------------------------------- | --------------------------------------------------------------------- | ----------------------------------------------------------------------- |
| —                                                                   | —                                                                     | 2                                                                       |

Der Leichtathletik-Verband Serbiens stellte acht Teilnehmer bei den Leichtathletik-Weltmeisterschaften 2013 in der russischen Hauptstadt Moskau.

## Ergebnisse

### Männer

#### Laufdisziplinen
| Athlet            | Disziplin    | Vorlauf | Vorlauf | Halbfinale | Halbfinale | Finale     | Finale |
| Athlet            | Disziplin    | Zeit    | Platz   | Zeit       | Platz      | Zeit       | Platz  |
| ----------------- | ------------ | ------- | ------- | ---------- | ---------- | ---------- | ------ |
| Emir Bekrić       | 400 m Hürden | 49,16 s | 2       | 48,36 s NR | 2          | 48,05 s NR | Bronze |
| Predrag Filipović | 50 km Gehen  |         |         |            |            | DNF        | DNF    |

#### Sprung/Wurf
| Athlet          | Disziplin   | Qualifikation | Qualifikation | Finale  | Finale |
| Athlet          | Disziplin   | Weite         | Platz         | Weite   | Platz  |
| --------------- | ----------- | ------------- | ------------- | ------- | ------ |
| Asmir Kolašinac | Kugelstoßen | 20,07 m       | 10            | 19,96 m | 10     |

#### Zehnkampf
| Athlet       | Disziplin | 100 m      | Weit- sprung | Kugel- stoßen | Hoch- sprung | 400 m   | 110 m Hürden | Diskus- wurf | Stabhoch- sprung | Speer- wurf | 1500 m      | Punkte  | Platz |
| ------------ | --------- | ---------- | ------------ | ------------- | ------------ | ------- | ------------ | ------------ | ---------------- | ----------- | ----------- | ------- | ----- |
| Mihail Dudaš | Ergebnis  | 10,67 s PB | 7,51 m       | 13,45 m       | 1,96 m       | 47,73 s | 14,59 s PB   | 44,06 m      | 4,90 m           | 59,06 m     | 4:26,62 min | 8275 NR | 14    |
| Mihail Dudaš | Punkte    | 935        | 937          | 695           | 767          | 922     | 900          | 748          | 880              | 724         | 767         | 8275 NR | 14    |

### Frauen

#### Laufdisziplinen
| Amela Terzić | 1500 m | 4:27,89 min | 37 | nicht qualifiziert | nicht qualifiziert |

#### Sprung/Wurf
| Athletin          | Disziplin  | Qualifikation | Qualifikation | Finale             | Finale             |
| Athletin          | Disziplin  | Weite         | Platz         | Weite              | Platz              |
| ----------------- | ---------- | ------------- | ------------- | ------------------ | ------------------ |
| Ivana Španović    | Weitsprung | 6,63 m        | 7             | 6,82 m             | Bronze             |
| Dragana Tomašević | Diskuswurf | 58,79 m       | 14            | nicht qualifiziert | nicht qualifiziert |
| Tatjana Jelača    | Speerwurf  | 62,68 m NR    | 6             | 60,81 m            | 9                  |